# Lista de prefeitos de Morungaba
Esta é a lista de prefeitos e vice-prefeitos do município de Morungaba, cidade brasileira do interior do estado de São Paulo.
O prédio da Prefeitura chama-se Paço Municipal Prefeito Lúcio Roque Flaibam.
| N  | Nome                                             | Partido | Vice-prefeito                                                  | Início do mandato       | Fim do mandato         | Observações                                                                          |
| -- | ------------------------------------------------ | ------- | -------------------------------------------------------------- | ----------------------- | ---------------------- | ------------------------------------------------------------------------------------ |
| 1  | Lúcio Flaibam                                    | ARENA   | Samuel Eiras Furquim Werneck                                   | 28 de fevereiro de 1964 | 30 de janeiro de 1969  | Prefeito e vice eleitos em sufrágio universal                                        |
| 2  | José Frare                                       | ARENA   | Alfredo Alves de Albuquerque                                   | 31 de janeiro de 1969   | 30 de janeiro de 1973  | Prefeito e vice eleitos em sufrágio universal                                        |
| 3  | Lúcio Flaibam                                    | ARENA   | Homero Paulino da Costa                                        | 31 de janeiro de 1973   | 31 de janeiro de 1977  | Prefeito e vice eleitos em sufrágio universal                                        |
| 4  | Moacyr Tobias                                    | ARENA   | Moacyr Tobias                                                  | 1° de fevereiro de 1977 | 31 de janeiro de 1983  | Prefeito e vice eleitos em sufrágio universal                                        |
| 5  | Cláudio Rossi                                    | PDS     | Oswaldo de Carvalho Monteiro                                   | 1° de fevereiro de 1983 | 31 de dezembro de 1988 | Prefeito e vice eleitos em sufrágio universal                                        |
| 6  | Moacyr Tobias                                    | PDS     | Osvaldo Moraes                                                 | 1° de janeiro de 1989   | 31 de dezembro de 1992 | Prefeito e vice eleitos em sufrágio universal                                        |
| 7  | Maria Cecilia Rossi                              | PDS     | Onofre da Costa                                                | 1° de janeiro de 1993   | 31 de dezembro de 1996 | Prefeita e vice eleitos em sufrágio universal                                        |
| 8  | Lúcio Flaibam                                    | PSD     | Angelina Frare Tobias                                          | 1° de janeiro de 1997   | 11 de agosto de 1997   | Prefeito e vice eleitos em sufrágio universal cujo titular faleceu durante o mandato |
| 9  | Angelina Tobias                                  | PSDB    | Cargo vago                                                     | 11 de agosto de 1997    | 31 de dezembro de 2000 | Vice-prefeita eleita no cargo de titular                                             |
| 10 | Maria Cecilia Rossi                              | PPB     | Onofre da Costa                                                | 1° de janeiro de 2001   | 31 de dezembro de 2004 | Prefeita e vice eleitos em sufrágio universal                                        |
| 11 | Luvaldo Flaibam                                  | PTB     | José Roberto Zem, Betão Zem (PSL)                              | 1° de janeiro de 2005   | 31 de dezembro de 2008 | Prefeito e vice eleitos em sufrágio universal                                        |
| 12 | Roberto Zem, Betão Zem                           | PV      | Marco Antônio de Oliveira, Marquinho de Oliveira (PSC)         | 1° de janeiro de 2009   | 31 de dezembro de 2012 | Prefeito e vice eleitos em sufrágio universal                                        |
| 12 | Roberto Zem, Betão Zem                           | PV      | Cláudia Pretti Rossi Cardoso Pinto, Cláudia da Farmácia (PSDB) | 1° de janeiro de 2013   | 31 de dezembro de 2016 | Prefeito reeleito e vice eleita em sufrágio universal                                |
| 13 | Marco Antônio de Oliveira, Marquinho de Oliveira | PSD     | Luis Fernando Miguel, Fernando da Padaria (DEM)                | 1° de janeiro de 2017   | 31 de dezembro de 2024 | Prefeito e vice eleitos em sufrágio universal                                        |
| 14 | Luis Fernando Miguel                             | União   | Claudia Pretti Rossi Cardoso Pinto (PSDB)                      | 1° de janeiro de 2025   | atual                  | Prefeito e vice eleitos em sufrágio universal                                        |